# Wąpiersk
Wąpiersk – wieś w Polsce położona w województwie warmińsko-mazurskim, w powiecie działdowskim, w gminie Lidzbark, na drodze z Lidzbarka do Grunwaldu i Olsztynka.

## Historia
Historyczne nazwy wsi to: Wompiersk, Wampertsch, Wamperschke, Wampersch, Wampersk. Wieś istniała już w XV w.. Według zapisów w 1411 r. należała do komturstwa brodnickiego. W czasach krzyżackich we wsi znajdował się kościół murowany św. Michała Archanioła i św. Marii Magdaleny. W czasach reformacji i wojen szwedzkich świątynia została zniszczona. Dopiero po drugiej wojnie szwedzkiej, proboszcz z Lidzbarka Stefan Bagniewski (przy udziale dziedzica Wawrzyńca Wąpierskiego) podjął próbę odbudowy kościoła. Nowa świątynia – również murowana – powstała około roku 1671. Msze odprawiane były co trzecią lub czwartą niedzielę oraz w święta i odpusty przez proboszcza z Lidzbarka. W 1733 r. kościół spłonął doszczętnie w pożarze. Odbudowano go w 1762 z inicjatywy biskupa Baiera. Kościół przetrwał do wojen napoleońskich, ale w 1820 r. był już ruiną, którą rozebrano.
Wraz z historią zmieniała się także struktura wsi. W 1789 roku, według topografii Goldbecka, wieś liczyła wraz z folwarkiem 29 dymów. W 1885 r. we wsi było 117 dymów i 608 mieszkańców (z czego 492 katolików i 116 ewangelików). W 1931 roku wieś liczyła 660 mieszkańców. Natomiast w 1934 roku było tu 662 mieszkańców w tym 642 Polaków i 20 – Niemców.
W listopadzie 1906 r. w miejscowej szkole elementarnej odbył się strajk dzieci przeciwko nauczaniu religii w języku niemieckim (jego dokładny przebieg nie jest znany). Strajk był elementem znacznie większej akcji biernego oporu wobec pruskich władz szkolnych, która na przełomie 1906 i 1907 r. objęła ponad 460 (!) szkół w prowincji Prusy Zachodnie, czyli przedrozbiorowe Pomorze Gdańskie, Powiśle, ziemię chełmińską i ziemię lubawską oraz część Krajny. Inspiracją dla strajków pomorskich były wcześniejsze działania dzieci w prowincji wielkopolskiej, ze słynnym strajkiem we Wrześni (1901) na czele.
Czasy współczesne
W latach 1975–1998 miejscowość administracyjnie należała do województwa ciechanowskiego. Obecnie we wsi znajduje się szkoła podstawowa im. Wincentego Witosa. Zniszczony w XIX wieku kościół odbudowano dopiero w latach 1933-1935 (pw. Opatrzności Bożej), a wieś Wąpiersk jest ponownie samodzielną parafią w dekanacie Lidzbark Welski.
Na początku XXI wieku, latem, nad pobliskim jeziorem Zakrocz, odbywał się obóz szkolący wychowawców dla grup Sekcji Rodzin Klubu Inteligencji Katolickiej i Przymierza Rodzin.
We wsi znajduje się znany pomnik przyrody: grusza pospolita o średnicy pnia 480 cm i wysokości 16 metrów.

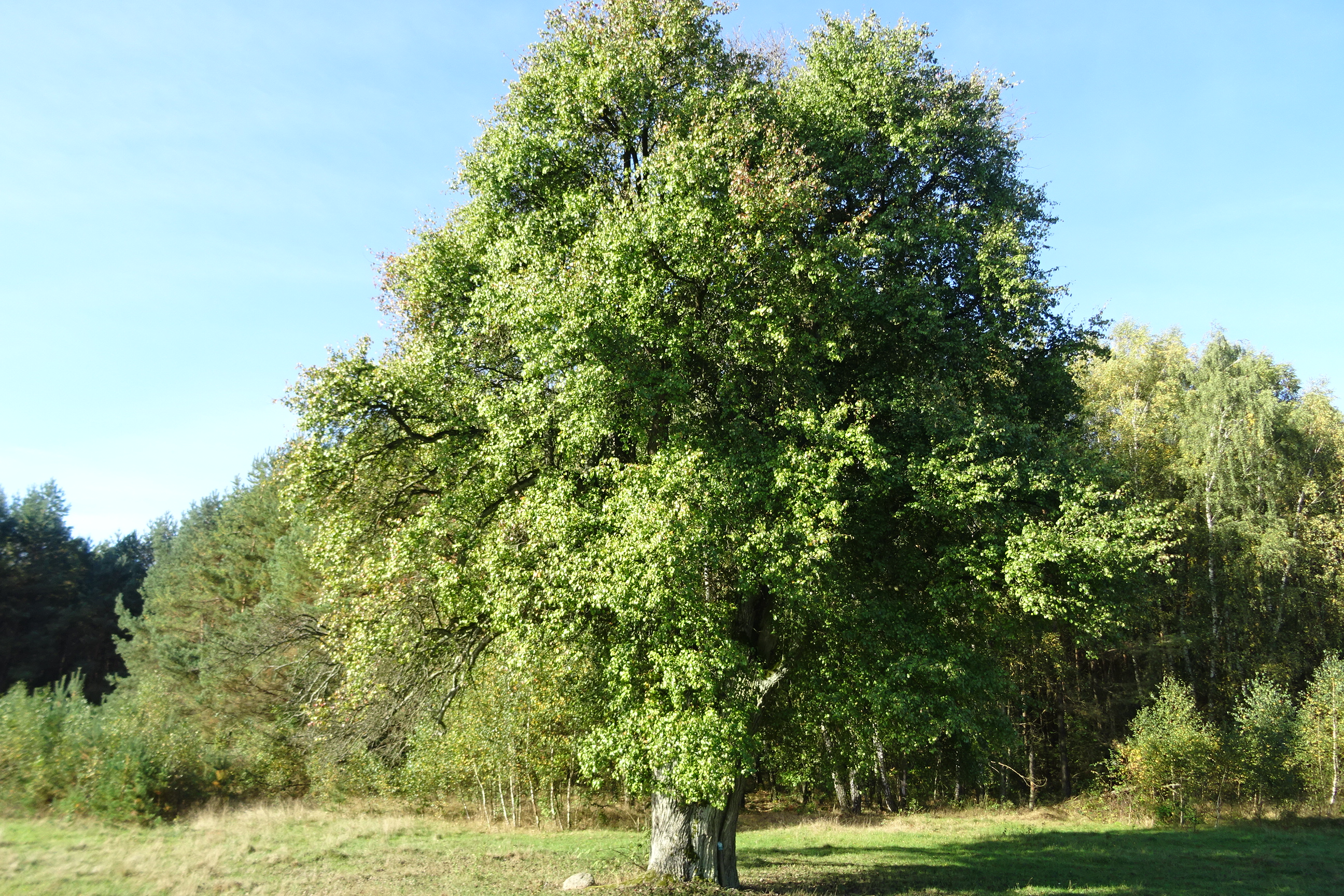
Grusza pomnik przyrody w Wąpiersku stan na 2023